# Wendel Suckow
Wendel Suckow (né le 11 avril 1967 à Marquette) est un lugeur américain actif dans les années 1990. Il est le premier champion du monde américain de luge.

## Biographie
Ayant fait ses débuts en équipe nationale en 1986, il prend part à des compétitions en simple et en double, discipline qu'il pratique jusqu'au terme de la saison 1991-1992. 
En 1992, il décroche son premier podium et victoire en Coupe du monde à Lake Placid. Il obtient comme meilleur classement général une quatrième place en simple en 1993-1994 et une cinquième place en double en 1991-1992.
Il a pris part à trois éditions des Jeux olympiques d'hiver, en 1992 à Albertville, se classant neuvième en double et douzième en simple, en 1994 à Lillehammer où il prend la cinquième place et en 1998 à Nagano terminant sixième en simple pour sa dernière apparition au niveau international.
Wendel Suckow a remporté la médaille d'or aux Championnats du monde de Calgary en 1993, ce qui fait de lui le premier lugeur Américain à être récompensé dans une compétition internationale. Il est également le second lugeur non-européen à obtenir un succès mondial dix ans après le titre du canadien d'origine tchécoslovaque Miroslav Zajonc.

## Palmarès

### Championnats du monde
- Médaille d'or à Calgary en 1993

### Coupe du monde
- Meilleur classement en simple : 4e en 1993/1994
- Meilleur classement en double : 5e en 1991/1992
- 4 podiums
  - 3 en simple dont 2 victoires
  - 1 en double dont 1 victoire